# Vesela jesen 1981
XV. Vesela jesen je potekala 12. septembra 1981 v Unionski dvorani v organizaciji Društva glasbenih delavcev Harmonija. Vodila sta jo Ida Baš in Janez Klasinc, orkestru pa je dirigiral Edvard Holnthaner.

## Tekmovalne skladbe
| #   | Izvajalec       | Pesem                       | Avtor glasbe / besedila / aranžmaja                           | Nagrade                                            |
| --- | --------------- | --------------------------- | ------------------------------------------------------------- | -------------------------------------------------- |
| 1.  | Rudi Miložič    | Ata z doma je odšel         | Boris Rošker / Miroslav Slana / Boris Rošker                  | 3. nag. občinstva, nag. za debitanta               |
| 2.  | Karli Arhar     | Če trofin gnes              | Zorica Fingušt / Zorica Fingušt / Edvard Holnthaner           | zlati klopotec, 1. nag. občinstva, nag. za aranžma |
| 3.  | Tatjana Dremelj | Dečva s Koroške             | Konrad Doler / Emil Dobnik / Berti Rodošek                    |                                                    |
| 4.  | Prizma          | Jutri mouži se muoje djekle | Franci Celhar / Zoran Debenjak / Franci Celhar                |                                                    |
| 5.  | Milan Petrovič  | Kmečka idila                | Milan Petrovič / Franček Gorički / Werner Ussar               |                                                    |
| 6.  | Branko Robinšak | Lepa mat' moja              | Renato Lah / Zorica Fingušt / Edvard Holnthaner               |                                                    |
| 7.  | Ivo Mojzer      | Lovska                      | Oidar Oklez / Jože Brunec / Werner Ussar                      |                                                    |
| 8.  | Hi-fi           | Po enok je Prlek gvina      | Boris Rošker / Miroslav Slana / Jani Golob                    | 1. nag. za besedilo                                |
| 9.  | Rudi Šantl      | Rat bi vam poveidau         | Geno Tinev / Geno Tinev / Werner Ussar                        | 2. nag. za besedilo                                |
| 10. | Jože Grobler    | S kroco in šremerjem        | Mišo Melanšek / Mišo Melanšek / Werner Ussar                  |                                                    |
| 11. | Zorica Fingušt  | S'n ledig še                | Zorica Fingušt / Zorica Fingušt / Edvard Holnthaner           | 2. nag. občinstva                                  |
| 12. | Edvin Fliser    | Spomin na Marino            | Edvin Fliser / Edvin Fliser, Marjan Stare / Edvard Holnthaner |                                                    |
| 13. | Marjana Zelko   | Zakoj so metuli šekasti     | Primož Urh / Miroslav Slana / Werner Ussar                    | 3. nag. za besedilo                                |
| 14. | Tomaž Domicelj  | Žena jutr mam furo spet     | Tomaž Domicelj                                                |                                                    |
| 15. | Meri Avsenak    | Na kožuhaji                 | Emil Glavnik / Manko Golar / Bojan Adamič                     |                                                    |
| 16. | Dušan Kobal     | Pogumni Matevžek            | Bojan Adamič / Marjan Stare / Bojan Adamič                    |                                                    |